# Burza
Burza je instituce, která organizuje trh s investičními nástroji. Prostřednictvím burzy lze nakupovat a prodávat různé investiční nástroje (cenné papíry, investiční certifikáty, warranty, futures, kryptoměny aj.). Je jednou ze základních součástí kapitálového trhu. Zvláštním typem burzy je plodinová burza, kde se obchoduje ve velkém se zemědělskými plodinami a potravinářskými produkty.
Setkávají se zde emitenti a investoři. Emitenti získávají na burze finanční prostředky pro své podnikání, investoři mají možnost své volné finanční prostředky zhodnotit. Burza má podobu oboustranné aukce, kde o konečné ceně obchodovaného instrumentu rozhoduje stav nabídky a poptávky. Cena takto získaná se nazývá kurz.

## Praktický význam burz
Za opak burzovního obchodu lze považovat tzv. obchod přes přepážku (over the counter, OTC), kdy je každý obchod svými parametry unikátní: Objem a rozsah obchodu (např. počet kusů), způsob vypořádání a placení (platba předem / při předání / splatnost po dodání, převodem / z ruky do ruky, v penězích / barter / cizí měnou), samotná dodávka (prodejce dopraví kupujícímu / kupující sám a na své náklady / na jiném místě), moment skutečného převodu majetkových práv, placení poplatků prostředníkům, pojištění a dalších dokumentů určujících podmínky obchodu.
Na burzách se uzavírají především pokud možno co nejvíce standardizované transakce, což vede k eliminaci nutnosti vyjednávání a s ním spojených nejistot, průtahů a nákladů. Burza také slouží jako nástroj k přeměně relativně malých úspor na větší investice do rozvoje a růstu. Burza tedy pomáhá efektivní alokaci zdrojů.
Ceny na burze ovlivňují pouze tržní síly, které jsou ukazatelem výkonu celé ekonomiky. Díky tomu je index národní burzy ukazatelem stavu národní ekonomiky (např. medvědí trh často nastává, pokud je ekonomika v recesi).

### Druhy burz
Podle předmětu obchodování se burzy dělí na
- Peněžní – jedná se o burzy cenných papírů, burzy finančních derivátů a devizové burzy. Spadají pod ně i burzy měnových párů, které se dříve považovaly za samostatný typ.
- Zbožové (komoditní) – obchod surovin a kontraktů s nimi svázaných.
- Kryptoměnové - umožňuje zákazníkům obchodovat s kryptoměnami nebo digitálními měnami nebo tyto směňovat za jiná aktiva, nejčastěji fiat měnu.
- Burzy služeb.

Nejrozšířenější jsou burzy peněžní, pod které spadají burzy cenných papírů, devizové a burzy finančních derivátů. Nejslavnější burzou je New York Stock Exchange (NYSE) na Wall Street.
Dnes na světě existují především dva druhy burz, a to podle formálního předmětu obchodů:
- s naprosto standardizovanými cennými papíry, kde se obchodují především akcie, dluhopisy. Naopak směnky, ačkoli také CP, ze svého principu nejsou standardizované.

- s tzv. kontrakty, tedy opět CP, ale futures s různými podkladovými aktivy (komodity, energie, měny, CP), u kterých se při jejich vypršení (maturity) buď podklad fyzicky realizuje, anebo pouze finančně vypořádá (indexové "akcie", ETF, podílové listy fondů). Především komodity (plodiny) se ještě i dnes mohou někde obchodovat tzv. na parketu, kde si makléři své požadavky stále signalizují pomocí rukou a prstů, což je forma rychlého vyjednávání podmínek kontraktu: např. Chicago Board of Trade (CBOT).

## Historie
Slovo burza pochází z latinského výrazu bursa – výměna. První burza (Beurs) byla založena v Antverpách roku 1531 a obchodovalo se na ní se směnkami, zlatými a stříbrnými mincemi. Počátky newyorské burzy sahají do roku 1817, kdy se obchodníci začali scházet pod platanem v ulici Wall Street.

## Burzy cenných papírů v Česku
Největším českým organizátorem trhu s cennými papíry je Prague stock exchange (PSE) – Burza cenných papírů Praha (BCPP) (Burza cenných papírů Praha, a.s.). Burzou pro malé a střední investory je RM-SYSTÉM (RM-SYSTÉM, česká burza cenných papírů a.s.). Burzy organizují trh s investičními nástroji podle zákona o podnikání na kapitálovém trhu. Na funkci burzy dohlíží Česká národní banka, která spolu s ministerstvem financí vytváří právní předpisy pro její fungování.

## Burzy cenných papírů v Evropské unii
- ASE – Athens Stock Exchange (Řecko)
- MIB – Borsa Italiana (Itálie)
- SAX – Bratislava Stock Exchange (Slovensko)
- BSE – Budapest Stock Exchange (Maďarsko)
- BET – Bucharest Stock Exchange (Rumunsko)
- Euronext – Euronext (Francie, Belgie, Holandsko, Portugalsko, Luxembursko)
- FSE – Frankfurt Stock Exchange (Německo)
- OMX – Helsinki Stock Exchange (Finsko)
- ISE – Irish Stock Exchange (Irsko)
- BME – Madrid Stock Exchange (Španělsko)
- PSE – Prague Stock Exchange (Česko)
- OMX – Stockholm Stock Exchange (Švédsko)
- WBAG – Vienna Stock Exchange (Rakousko)
- WSE – Warsaw Stock Exchange (Polsko)

### Další burzy cenných papírů v Evropě
- LSE – London Stock Exchange (Velká Británie)

## Největší skupiny akciových burz a akciové burzy na světě (top 20)
Největší skupiny akciových burz na světě a jejich akciové burzy (top 20 dle tržní kapitalizace), 30. 11. 2018.
| Pořadí | Skupina / Burza                           | Země                                                         | Město                                      | Tržní kapitalizace (mld. USD) | Měsíční objem obchodů (mld. USD) |
| ------ | ----------------------------------------- | ------------------------------------------------------------ | ------------------------------------------ | ----------------------------- | -------------------------------- |
| 1      | New York Stock Exchange                   | Spojené státy americké                                       | New York                                   | 30 923                        | 1 452                            |
| 2      | NASDAQ                                    | Spojené státy americké                                       | New York                                   | 10 857                        | 1 262                            |
| 3      | Japan Exchange Group Tokyo Stock Exchange | Japonsko                                                     | Tokio                                      | 5 679                         | 481                              |
| 4      | Shanghai Stock Exchange                   | Čína                                                         | Šanghaj                                    | 4 026                         | 536                              |
| 5      | Hong Kong Stock Exchange                  | Hongkong                                                     | Hongkong                                   | 3 936                         | 182                              |
| 6      | Euronext                                  | Nizozemsko · Belgie · Irsko · Portugalsko · Norsko · Francie | Amsterdam Brusel Dublin Lisabon Oslo Paříž | 3 927                         | 174                              |
| 7      | London Stock Exchange Group               | London Stock Exchange Group                                  | London Stock Exchange Group                | 3 767                         | 219                              |
| 7      | London Stock Exchange                     | Spojené království                                           | Londýn                                     | 3 767                         | 219                              |
| 7      | Borsa Italiana                            | Itálie                                                       | Milán                                      | 3 767                         | 219                              |
| 8      | Shenzhen Stock Exchange                   | Čína                                                         | Šen-čen                                    | 2 504                         | 763                              |
| 9      | TMX Group                                 | Kanada                                                       | Toronto                                    | 2 095                         | 97                               |
| 10     | Bombay Stock Exchange                     | Indie                                                        | Bombaj                                     | 2 056                         | 210                              |
| 11     | National Stock Exchange                   | Indie                                                        | Bombaj                                     | 2 030                         | 196                              |
| 12     | Deutsche Börse                            | Německo                                                      | Frankfurt nad Mohanem                      | 1 864                         | 140                              |
| 13     | SIX Swiss Exchange                        | Švýcarsko                                                    | Curych                                     | 1 523                         | 77                               |
| 14     | Korea Exchange                            | Jižní Korea                                                  | Soul, Pusan                                | 1 463                         | 277                              |
| 15     | Nasdaq Nordic Exchanges                   | Nasdaq Nordic Exchanges                                      | Nasdaq Nordic Exchanges                    | 1 372                         | 72                               |
| 15     | Copenhagen Stock Exchange                 | Dánsko                                                       | Kodaň                                      | 1 372                         | 72                               |
| 15     | Stockholm Stock Exchange                  | Švédsko                                                      | Stockholm                                  | 1 372                         | 72                               |
| 15     | Helsinki Stock Exchange                   | Finsko                                                       | Helsinky                                   | 1 372                         | 72                               |
| 15     | Tallinn Stock Exchange                    | Estonsko                                                     | Tallinn                                    | 1 372                         | 72                               |
| 15     | Riga Stock Exchange                       | Lotyšsko                                                     | Riga                                       | 1 372                         | 72                               |
| 15     | Vilnius Stock Exchange                    | Litva                                                        | Vilnius                                    | 1 372                         | 72                               |
| 15     | Iceland Stock Exchange                    | Island                                                       | Reykjavík                                  | 1 372                         | 72                               |
| 15     | Armenia Securities Exchange               | Arménie                                                      | Jerevan                                    | 1 372                         | 72                               |
| 16     | Australian Securities Exchange            | Austrálie                                                    | Sydney                                     | 1 326                         | 56                               |
| 17     | Taiwan Stock Exchange                     | Tchaj-wan                                                    | Tchaj-pej                                  | 966                           | 75                               |
| 18     | B3                                        | Brazílie                                                     | São Paulo                                  | 938                           | 62                               |
| 19     | JSE Limited                               | Jižní Afrika                                                 | Johannesburg                               | 894                           | 29                               |
| 20     | Bolsas y Mercados Españoles               | Španělsko                                                    | Madrid                                     | 764                           | 44                               |

## Nejvýznamnější derivátové burzy na světě
- CME Group
  -  Chicago Mercantile Exchange (CME)
  -  Chicago Board of Trade (CBOT)
  -  New York Mercantile Exchange (NYMEX)
- Korea Exchange (KRX)
- Eurex Exchange
- London International Financial Futures and Options Exchange (LIFFE)
- National Stock Exchange of India (NSE)